# Big Four of Thrash
Pour les articles homonymes, voir Big Four.
 (juin 2016).
Si vous disposez d'ouvrages ou d'articles de référence ou si vous connaissez des sites web de qualité traitant du thème abordé ici, merci de compléter l'article en donnant les références utiles à sa vérifiabilité et en les liant à la section « Notes et références ».
Le Big Four of Thrash est une expression désignant les quatre groupes de musique les plus influents du thrash metal américain que sont Metallica, Megadeth, Slayer et Anthrax.

## Sonisphere Festival 2010
C'est à partir de 1984 que les jeunes fans de thrash metal ont commencé à spéculer sur un concert qui réunirait les Big Four. Au fil des années et après quelques déboires et tensions entre les groupes, cette vision de concert s'est évanouie. Il faudra attendre vingt-cinq ans avant que de nouvelles rumeurs, plus fortes et plus présentes sur de nombreux sites et communautés de fans, refassent surface.
À l'occasion du Sonisphere Festival de 2010, les légendaires Big Four partagent la même affiche pour la première fois.
Voici la liste des dates où les Big Four ont occupé la tête d'affiche :
- Varsovie (Pologne) le 16 juin 2010 ;
- Jonschwil (Suisse) le 18 juin 2010 ;
- Prague (République tchèque) le 19 juin 2010 ;
- Sofia (Bulgarie) le 22 juin 2010 ;
- Athènes (Grèce) le 24 juin 2010 ;
- Bucarest (Roumanie) le 26 juin 2010 ;
- Istanbul (Turquie) le 27 juin 2010.

Le concert de Sofia (Bulgarie), le 22 juin 2010, a été enregistré et est sorti en DVD et Blu-ray le 1er novembre 2010 dans le monde entier. Le concert pouvait aussi être vu en direct de plus de 800 cinémas à travers le monde.

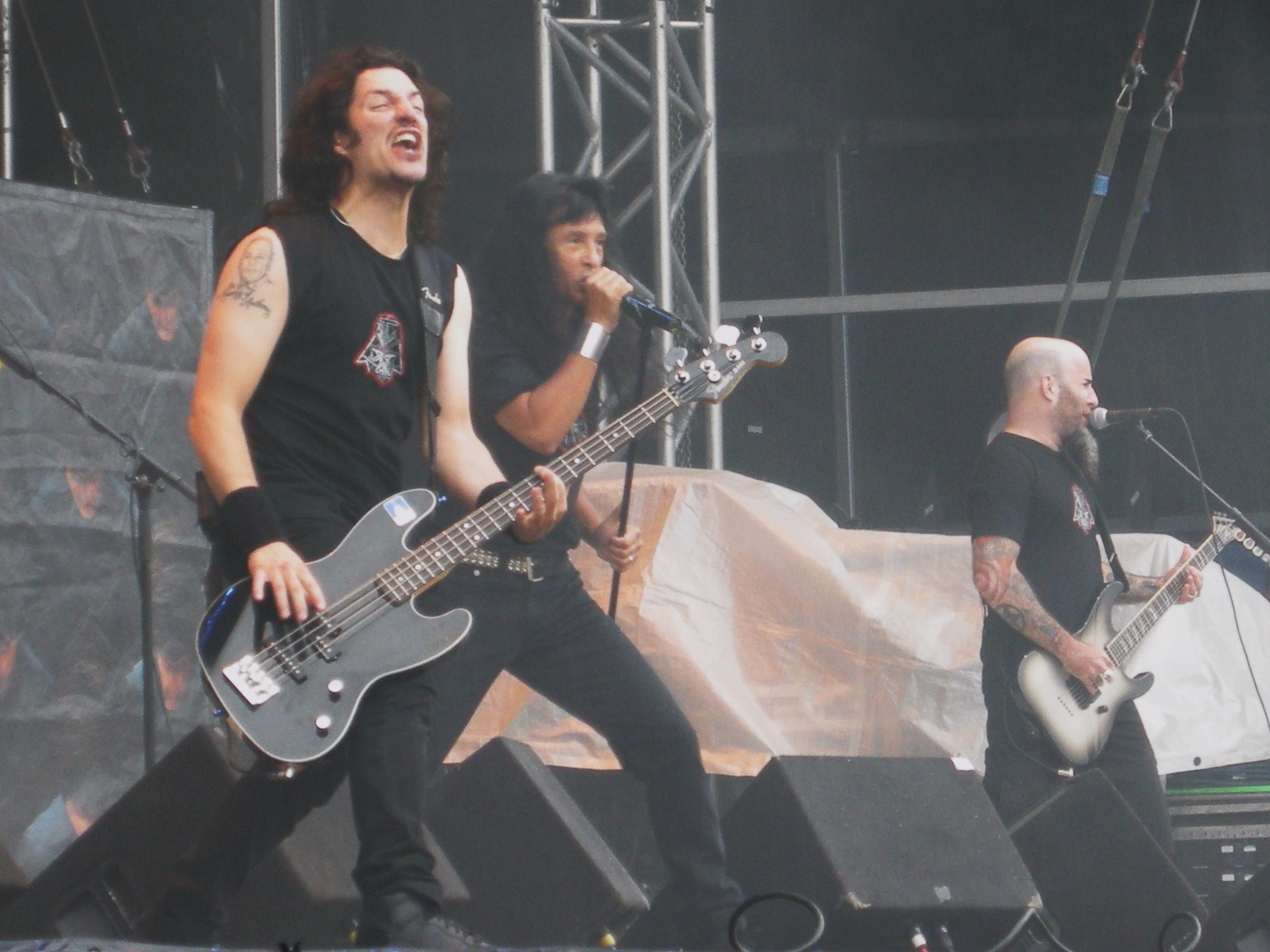
Anthrax.
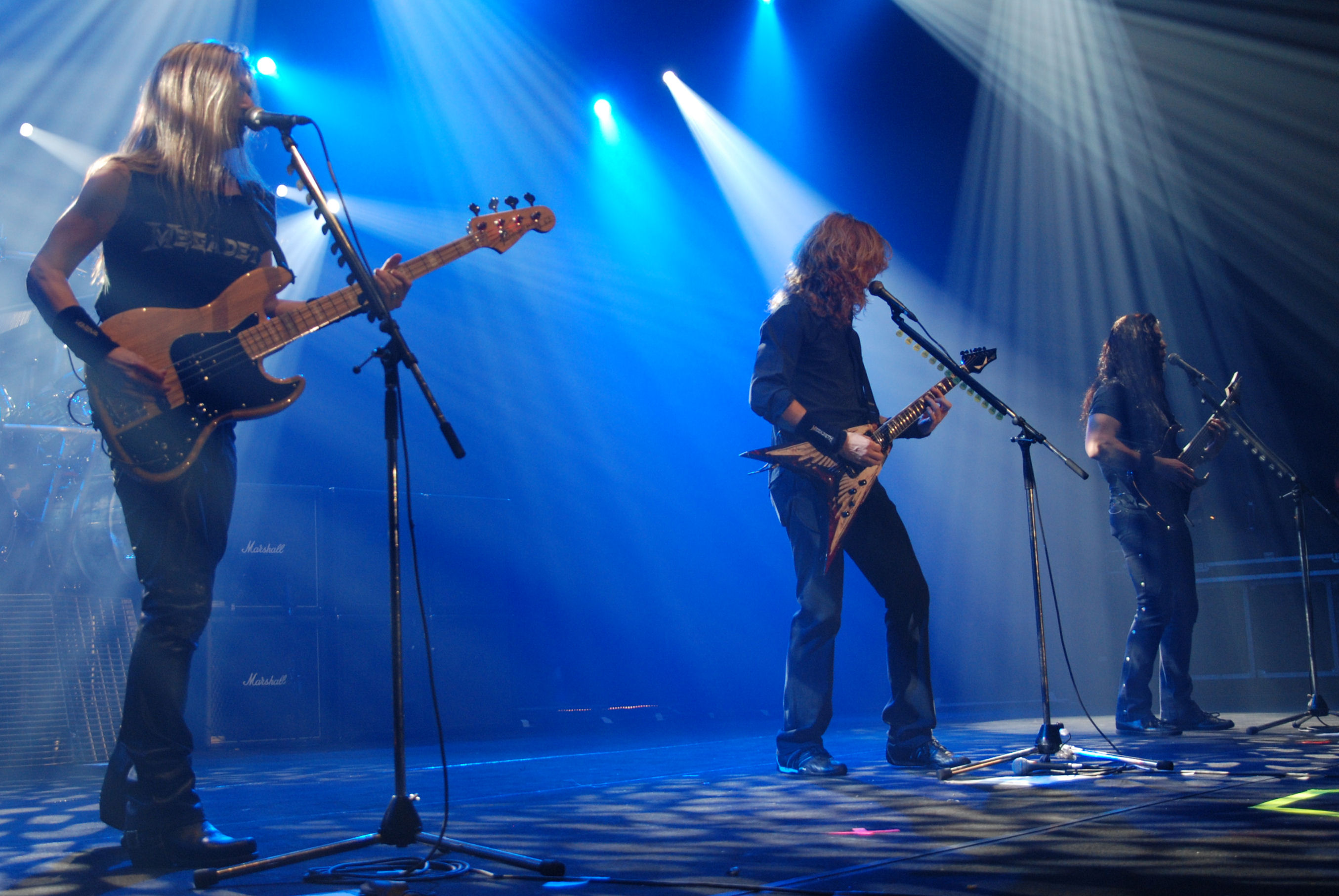
Megadeth.
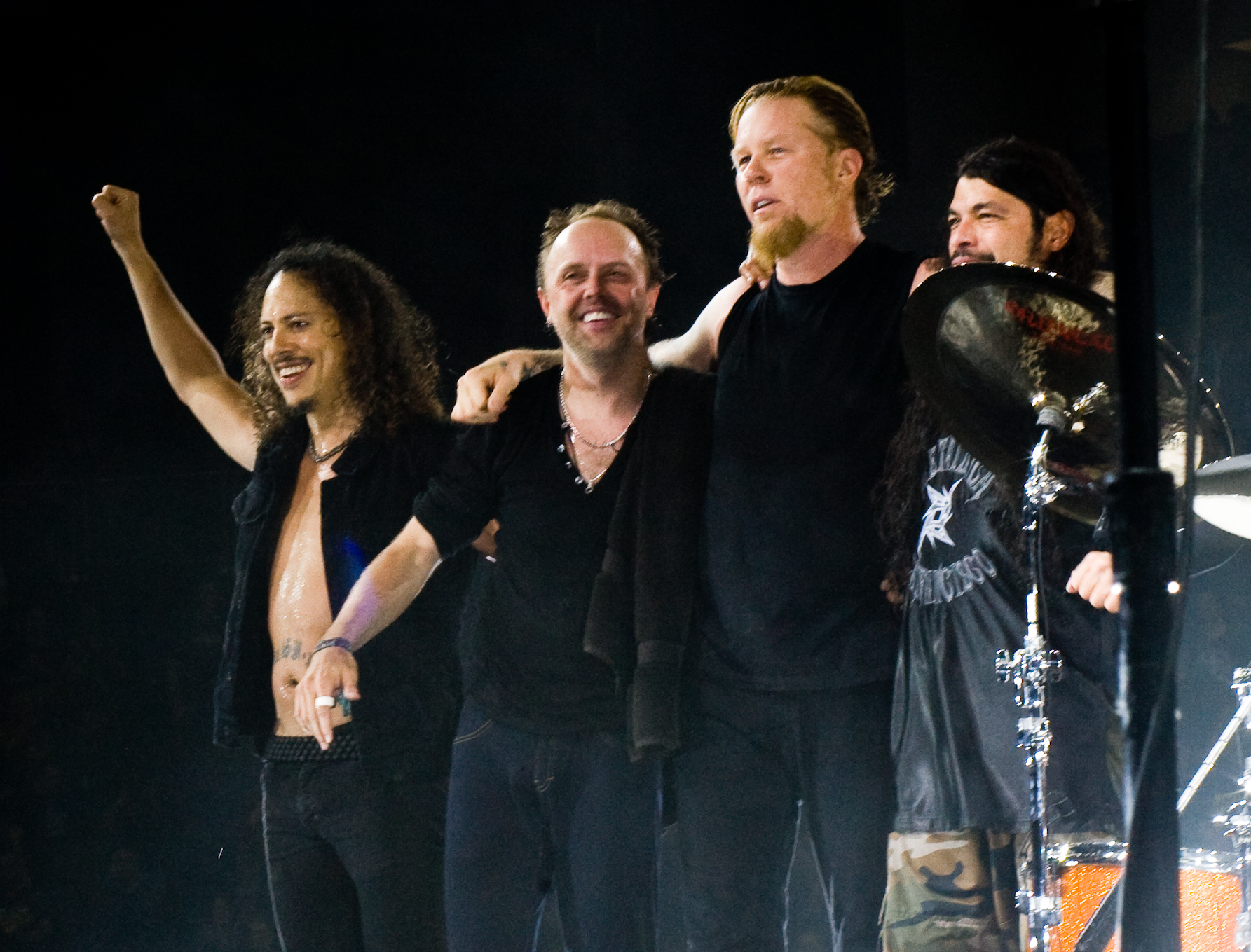
Metallica.
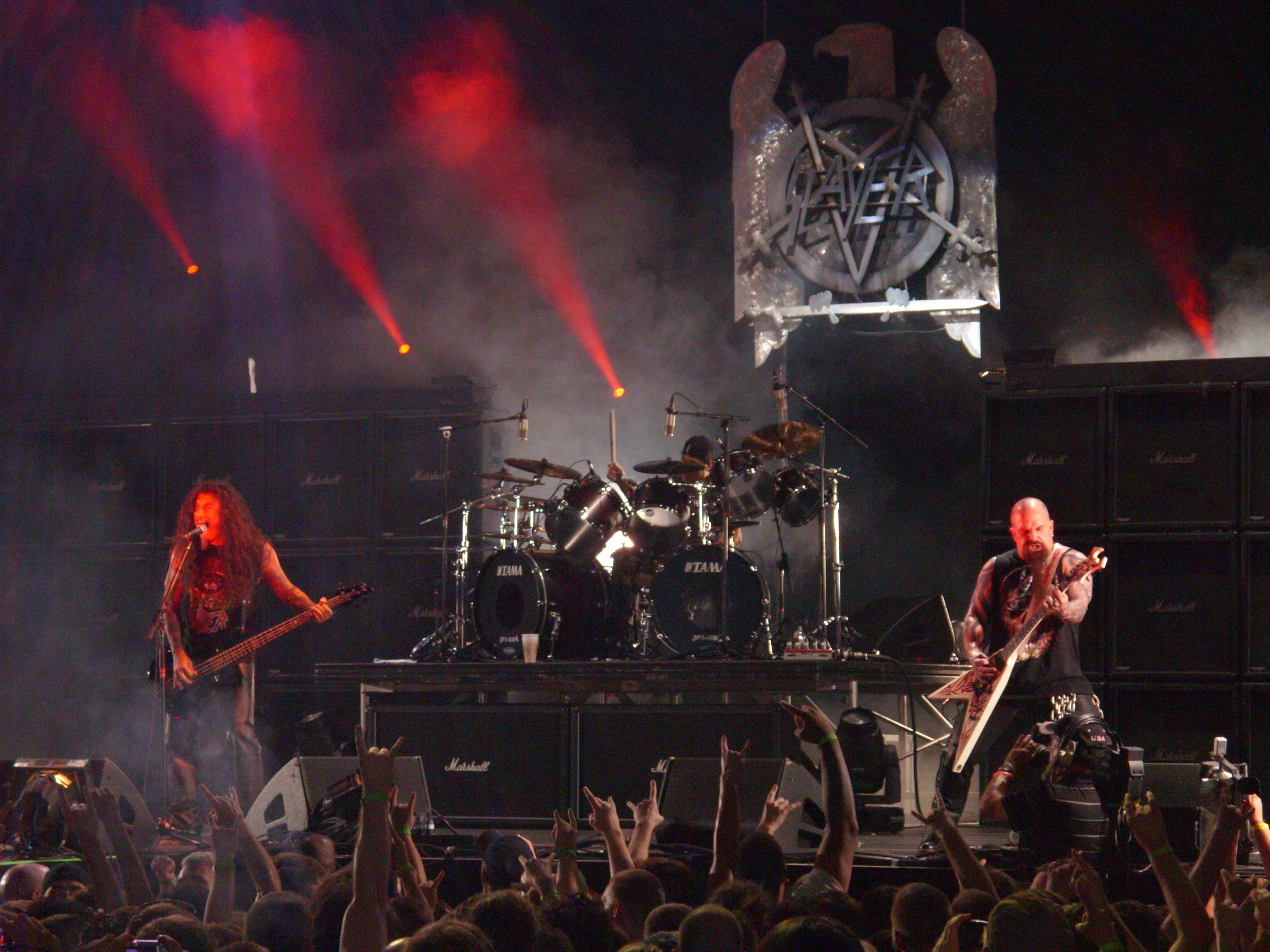
Slayer.

## Sonisphere Festival 2011
Le Big Four a prolongé ses dates communes durant le festival Sonisphere 2011.
Dates :
- Gelsenkirchen (Allemagne) le 2 juillet 2011.
- Göteborg (Suède) le 3 juillet 2011.
- Milan (Italie) le 6 juillet 2011.
- Stevenage (Angleterre) le 8 juillet 2011.
- Amnéville (France) le 9 juillet 2011 pour la première édition du Sonisphere France.

Cependant, le Big Four n'était pas au complet sur scène lors du jam final clôturant le concert de Metallica, Slayer et Megadeth ayant dû quitter les lieux plus tôt pour rallier leur lieu de concert du lendemain. Seront présents sur scène à ce moment Metallica, Anthrax et Brian Tatter de Diamond Head pour le titre Helpless. Le concert de Metallica a par ailleurs été enregistré et le live audio est disponible en téléchargement légal via leur site internet.

## Big fourallemand
La scène thrash metal allemande est notable pour avoir vu paraître trois célèbres groupes, non-officiellement nommés les « Big three of teutonic thrash metal », que sont Kreator, Destruction et Sodom. L'appellation est inspirée de celle du big four[réf. nécessaire]. D'ailleurs on parle parfois de « big four allemand » en y ajoutant le groupe Tankard.